# Fórum da Paz
Fórum da Paz era um dos fóruns imperiais de Roma, o terceiro em ordem cronológica, localizado ao lado do Fórum de Augusto e separado dele pela rua conhecida como Argileto, que ligava o Fórum Romano ao Esquilino. Logo depois, a via foi redirecionada por causa da construção do Fórum Transitório. Antigamente era conhecido apenas como Templo da Paz (em latim: Templum Pacis), mas hoje o termo serve para o templo e o próprio fórum. Por ter sido construído por ordem de Vespasiano, é também conhecido como Fórum de Vespasiano.
Atualmente seus restos estão em grande medida enterrados sob a Via dei Fori Imperiali.

## História
Definido por Plínio como uma das maravilhas do mundo, as obras do Fórum da Paz começaram em 74, durante o reinado de Vespasiano, e foram terminadas pelo seu filho Domiciano. O templo em si foi inaugurado em 75, depois do triunfo celebrado pela vitória na Guerra Judaica, e foi dedicado à Pax Augusta do Império Romano, restaurada pela dinastia flaviana depois do caos subsequente à morte de Nero.
Sétimo Severo restaurou o complexo depois que ele foi gravemente danificado em 192. Ao contrário dos demais fóruns, o Fórum da Paz perdeu rapidamente sua função pública e já no século IV o espaço passou a ser ocupado por oficianas, especialmente as que foram desalojadas para a construção da vizinha Basílica de Maxêncio.

## Descrição
O Fórum da Paz ocupava um espaço de 135 x 100 metros e era composto por vários edifícios diferentes. Contudo, os restos deles hoje são muito poucos e estão localizados ao lado do Fórum Romano (ruínas da entrada monumental), debaixo da Via dei Fori Imperiali e incorporados na igreja de Santi Cosma e Damiano. Por conta disto, a planta é conhecida graças ao "Plano de Mármore" (Forma Urbis), que ficava justamente neste complexo, afixada em uma parede hoje no exterior de Santi Cosma e Damiano (os furos dos grampos que seguravam as lajes de mármore ainda são visíveis - vide imagem).
Segundo esta planta, o fórum consistia em uma grande praça quadrada disposta como um jardim, com pórticos em três lados (laterais, que tinham também nichos, e o fundo) e o lado frontal decorado por colunas de mármore africano na parede, lembrando um peristilo. O lado oposto à entrada principal era ocupado pelo próprio Templo da Paz, circundado por uma série de recintos (aulas) simétricos que abrigavam uma biblioteca, os espólios do saque de Jerusalém (com o famoso tesouro do Templo de Salomão) e um museu público, com uma riquíssima coleção de obras de arte gregas que Vespasiano ordenou que fosse levada para lá depois que a suntuosa Casa Dourada de Nero foi demolida.
No jardim central, decorado com flores, havia também fontes e uma estátua.
O templo, composto por um pronau hexastilo, um edifício com uma abside no fundo e o altar na praça adiante, estava incorporado no pórtico com o pronau destacado como um corpo avançado (avant-corps). Este elemento e mais a presença de um jardim na praça eram incomuns na arquitetura urbana romana e o Fórum da Paz foi um dos primeiros, se não o primeiro, exemplo de uma obra romana inspirada por elementos helenísticos orientais. O objetivo final era que a praça fosse vista como um elemento do próprio templo, "abraçada" pelo pórtico colunado. Por conta disto é que, antes da época de Constantino, o local era conhecido como "templo" e não como um "fórum".

## Planimetria
| Planimetria dos fóruns imperiais de Roma |
| --- |
| Pórtico Curvo Pórtico Purpúreo Secretaria do Senado Plano de Mármore Templo da Via Sacra Biblioteca Vico Cúprio Arco de Trajano Arco de Druso Arco de Gêrmanico Pórtico Absidado Quadriga Estátua equestre Fórum de Trajano Mercado de Trajano Biblioteca Úlpia Coluna de Trajano Basílica Úlpia Basílica Argentária Templo de Marte Vingador Templo de Minerva Templo da Paz Fórum de César Templo da Vênus Genetrix Átrio da Liberdade Estátua equestre Fórum Romano Cúria Júlia Basílica Emília Subura Fórum de Nerva Fórum de Augusto Fórum da Paz |